# Görmitz

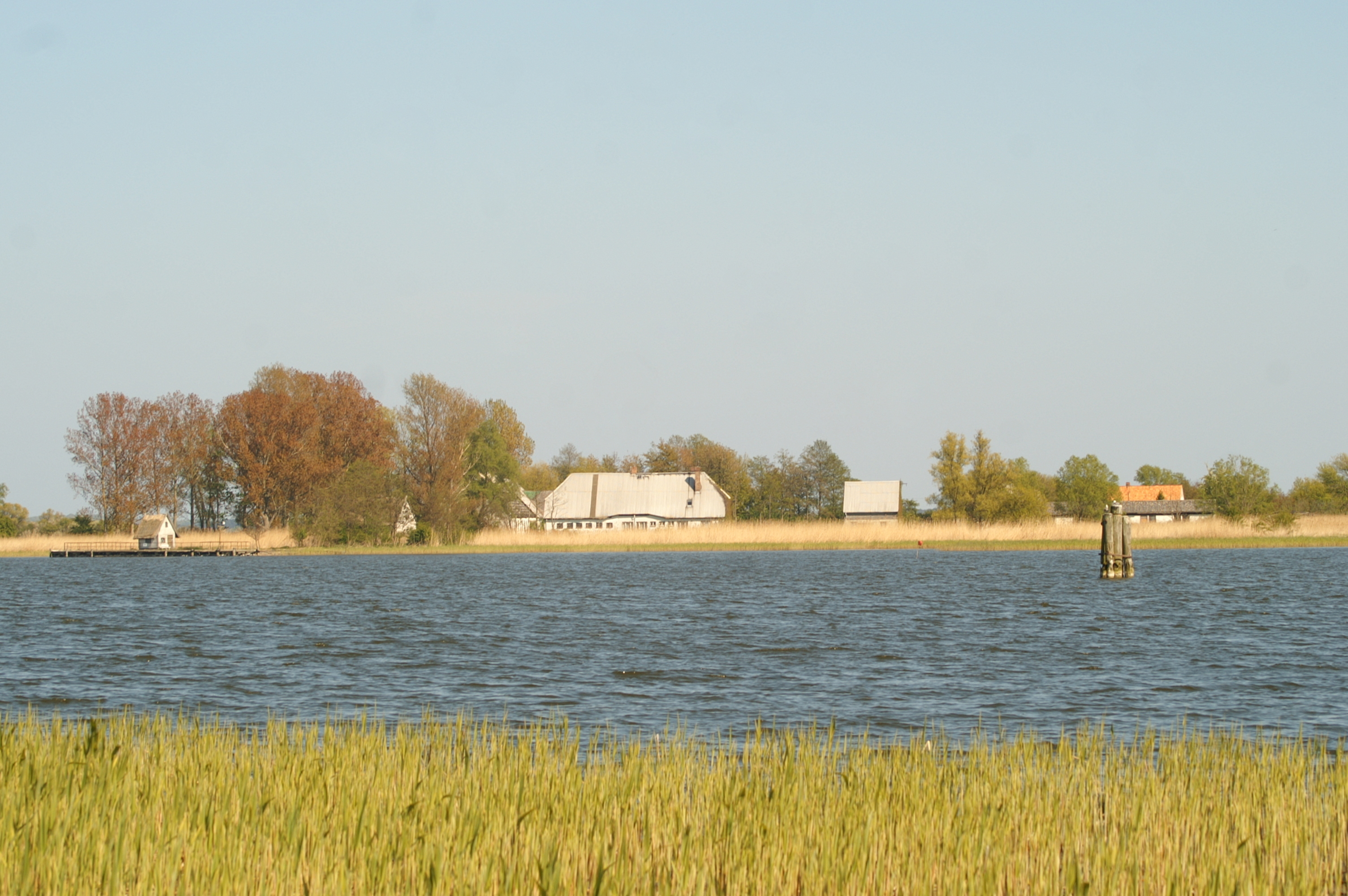

Görmitz est une petite île dans la baie d'Achterwasser de l'île d'Usedom. C'est une réserve naturelle.
Au sud de l'île se trouve une ferme habitée, les restes d'un centre de vacances et un fanal. Dans les années 1960, une digue proche de la localité de Neuendorf relia Görmitz à Usedom.